# Fouet (arme)
Pour les articles homonymes, voir fouet.

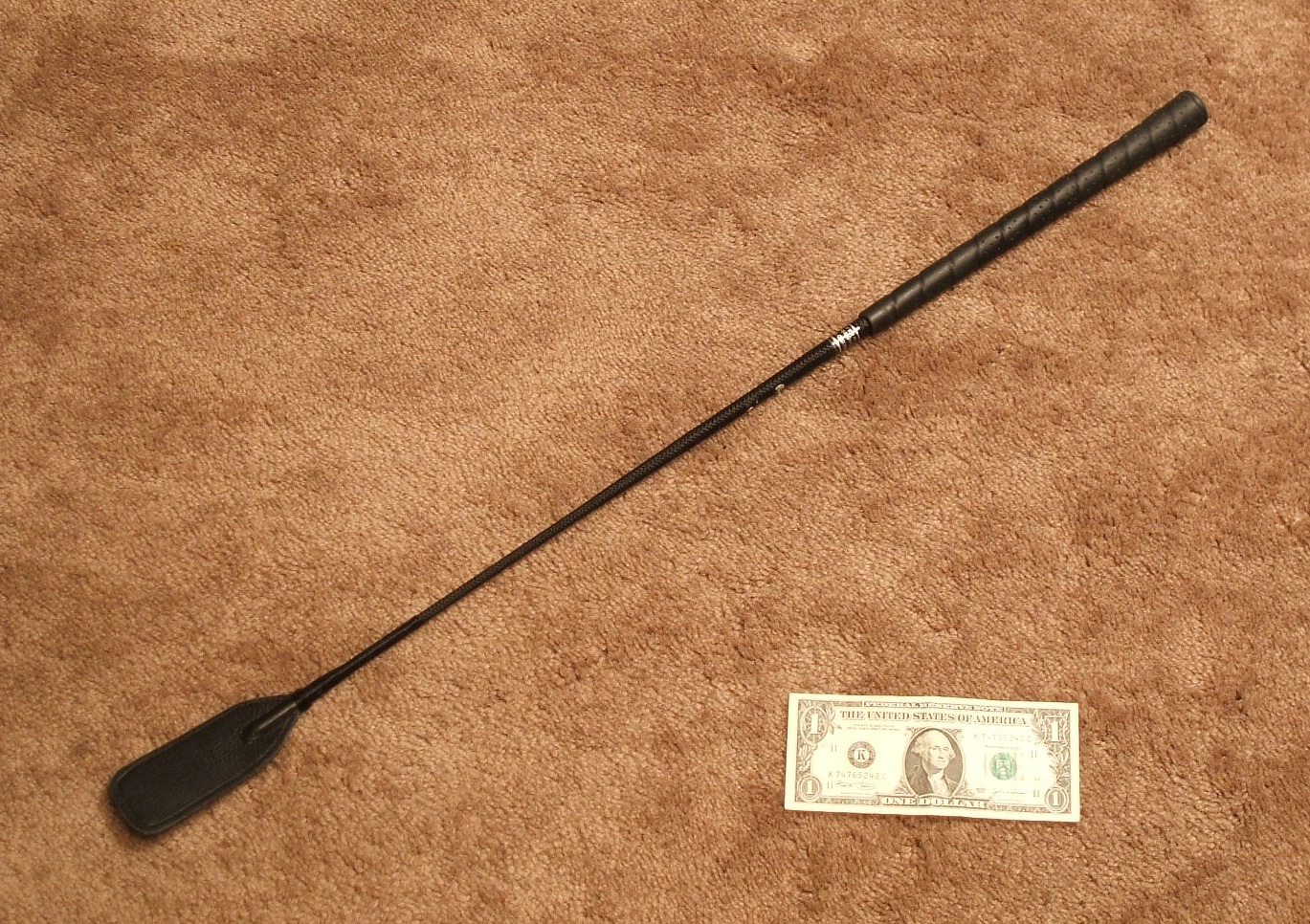
La cravache, type de fouet destiné à inciter les chevaux à accélérer.

Le fouet est un instrument composé d'une ou plusieurs lanières (parfois dénommées « flottes »), généralement en cuir, et d'un manche. Sa forme et ses matériaux varient selon sa fonction.
À destination des animaux, un fouet peut servir à contrôler, sans coups violents, un animal de trait ou un cheval de course. À destination des êtres humains, il a souvent servi à des fins de châtiment corporel ou de torture (la flagellation est encore pratiquée dans quelques régions du monde).
La conception du fouet fait que l'extrémité de sa lanière atteint une vitesse élevée. On peut le faire siffler ou claquer (quand la vitesse de l'extrémité dépasse la vitesse du son, elle provoque une onde de choc correspondant à un petit « bang supersonique »). Ce bruit sert notamment à donner des ordres aux animaux dans les cirques.

## Histoire

### Antiquité
Le fouet sous toutes ses formes existe depuis des siècles dans l'histoire. Certains murs durant l'Égypte ancienne montraient des sortes de fils tressés qui servaient vraisemblablement à fouetter les esclaves.
Le fouet peut servir d'instrument de torture ou pour l'exécution d'une peine prononcée par un tribunal, tel le flagellum ou le flagrum dans la Rome antique. Dans la torture, la flagellation est souvent un préliminaire à d'autres tortures. Le nombre de coups est généralement très élevé. Si les coups infligés sont trop nombreux, ils peuvent conduire à la mort.
Toujours dans la Rome antique, le faisceau de verges est un instrument de correction courant, moins sévère que le flagrum. C'est aussi un emblème du pouvoir ; il était porté par les licteurs. Les verges constitueront un type de fouet très répandu en Europe, jusqu'au XIXe siècle.

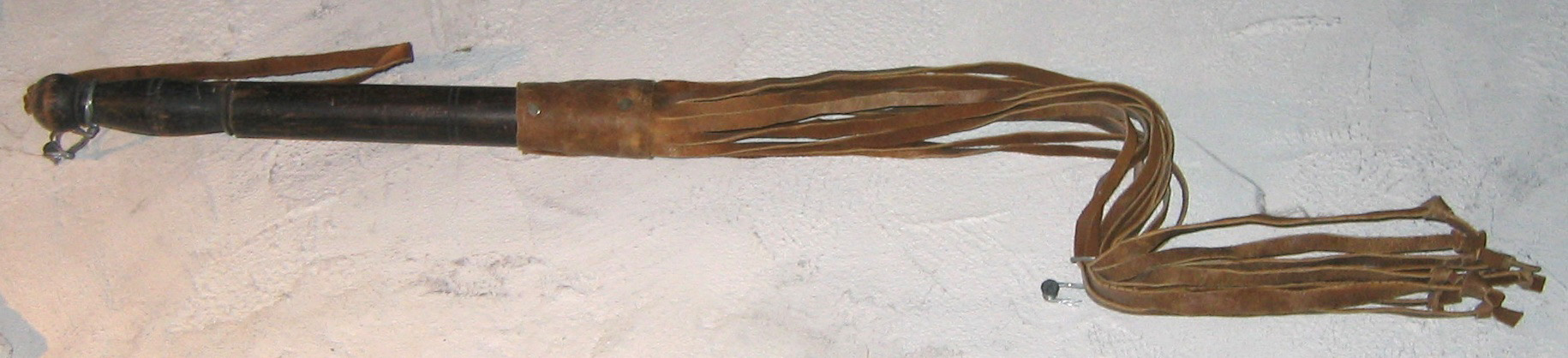
Fouet à lanières de cuir, au musée des tortures à Fribourg-en-Brisgau.

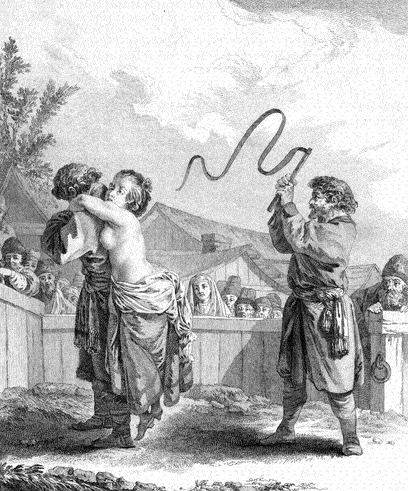
Supplice du Knout, en Russie.

### Moyen Âge
Les Huns se servaient de fouets comme arme de contact lorsque leur cavalerie assaillait les colonnes des Goths[réf. nécessaire].
Plusieurs types de fouet sont utilisés dans différents pays, comme les verges, ainsi que des fouets à lanières de cuir.

### Époque moderne et contemporaine

#### Canada
En droit canadien, la « peine de fouet » était autrefois prévue par l'article 292 c) du Code criminel en matière de violence conjugale. Face à l'augmentation de la violence conjugale au début du XXe siècle, le législateur canadien adopte une loi en 1909 qui instaure cette peine, laquelle est abolie en 1955 lors d'une réforme du Code criminel. L'historienne Nathalie Légaré a montré que le fouet a été peu appliqué de 1909 à 1955 (seuls 17 cas d'application sont recensés dans les recueils de jurisprudence).

#### France

##### Ancien Régime

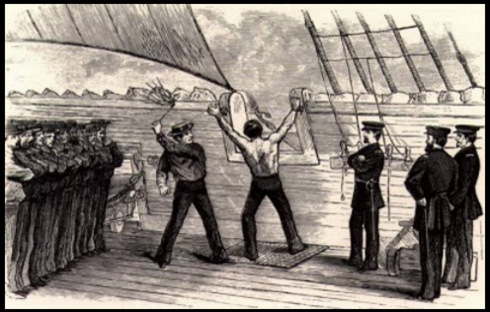
Un marin sanctionné pour manque de discipline, au XIXe siècle.

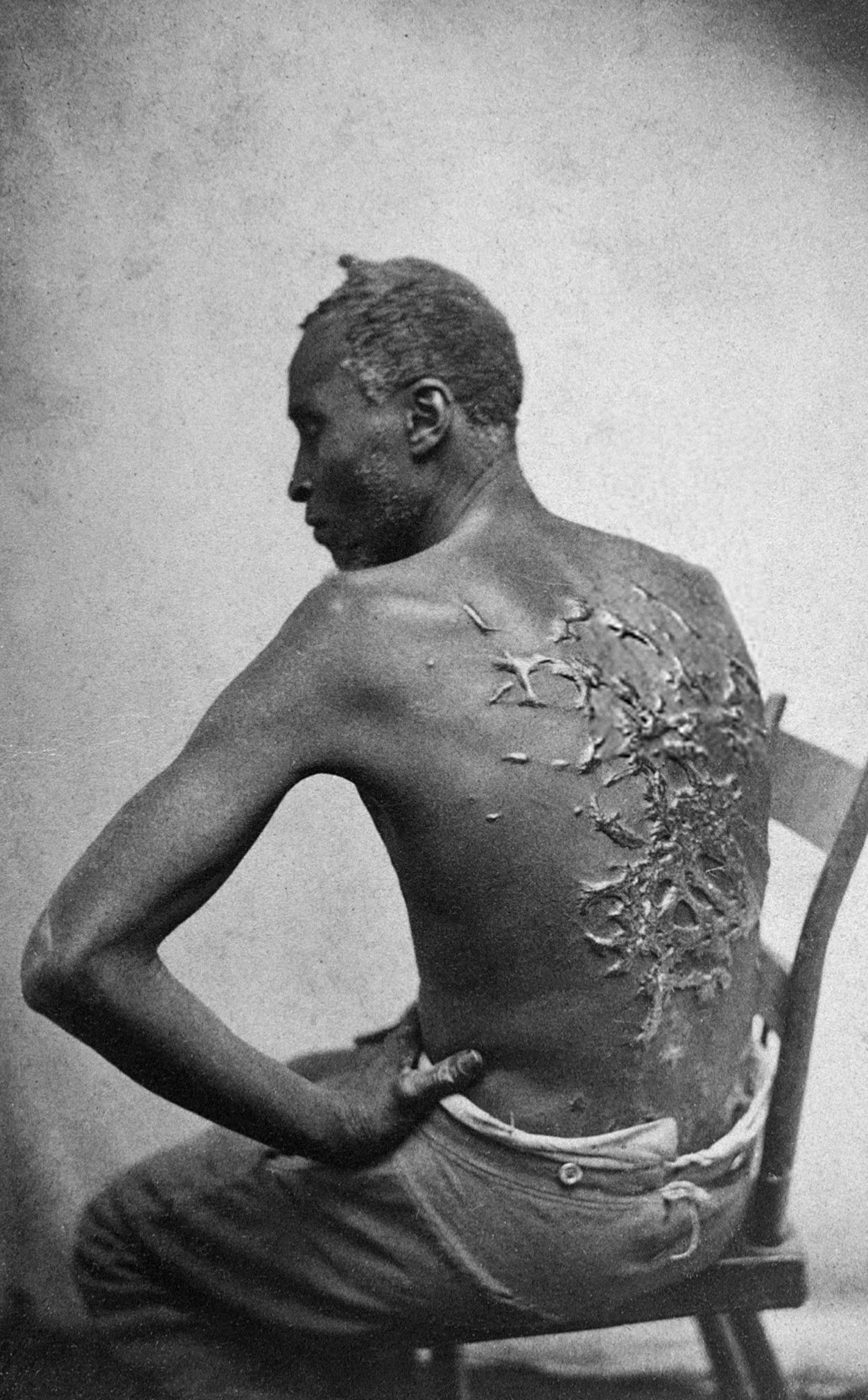
Cicatrices de flagellation sur le dos de Gordon esclave en Louisiane, en 1863.

En France, sous l'Ancien Régime, le fouet était une peine afflictive et infamante, pas parmi les plus graves, située au-dessus du blâme, de l'amende honorable, et de l'exposition publique, mais au-dessous de la flétrissure, de la mutilation, des galères, du bannissement, de la question et de la peine capitale.
Aux XVIIIe et XIXe siècles, la bastonnade, et la flagellation avec une corde goudronnée, étaient des punitions fréquemment pratiquées dans les bagnes, dans la marine, et durant l'esclavage.
Jusqu'à la fin de l'Ancien Régime, les châtiments corporels (y compris les éventuelles mutilations) étaient les mêmes que pour toutes les personnes libres,, tant en France, que dans la plupart des pays à travers le monde, excepté dans la noblesse (sauf cas exceptionnels).

##### Fabrication
Au début du XXe siècle alors que les chevaux ne sont pas encore remplacés par les machines et véhicules motorisés, une industrie du fouet et de la cravache existe encore, centrée dans le Roussillon où l'on trouve encore un grand nombre de micocouliers de Provence, dont le bois souple est facile à tresser. C'est là que l'on produit les fouets dits « de Perpignan » (commercialement d'abord développé dans cette ville par la Maison Massot),. De nombreux artisans s'étaient spécialisés dans cette industrie dans plusieurs communes : Perpignan, Le Perthus, Arles-sur-Tech, Laroque et surtout à Sorède (« Nulle part on n'en fait davantage qu'à Sorède situé dans les Albère », où selon le journaliste Viator, « chaque maison est un atelier où l'on débite les perches de Micocouliers pour la préparation des manches de fouets »). A. Mathey explique que « les manches des fouets de charretiers sont souvent composés d'éclats arrondis et tressés de brins de Micocoulier, de Frêne ou d'Érable. Les tiges propres à cet usage sont fendues en morceaux carrés de 2 à 3 cm d'épaisseur, puis ceux-ci sont divisés à partir du petit bout en 4 ou 5 lanières. On ménage à l'autre extrémité une poignée non fendue de 15 à 20 cm de longueur que l'on arrondit proprement pour empoigner le fouet. Quant aux éclisses, elles sont polies, passées à l'eau bouillante, puis tressées en prolongement de la poignée ». Le bois était originellement trempé dans l'eau pour être assoupli avant le tressage, puis il a été traité par de la vapeur d'eau (méthode inventée par un ouvrier du nom de Maillols dans la fabrique de Philippe Massot à Perpignan).

##### Colonies françaises

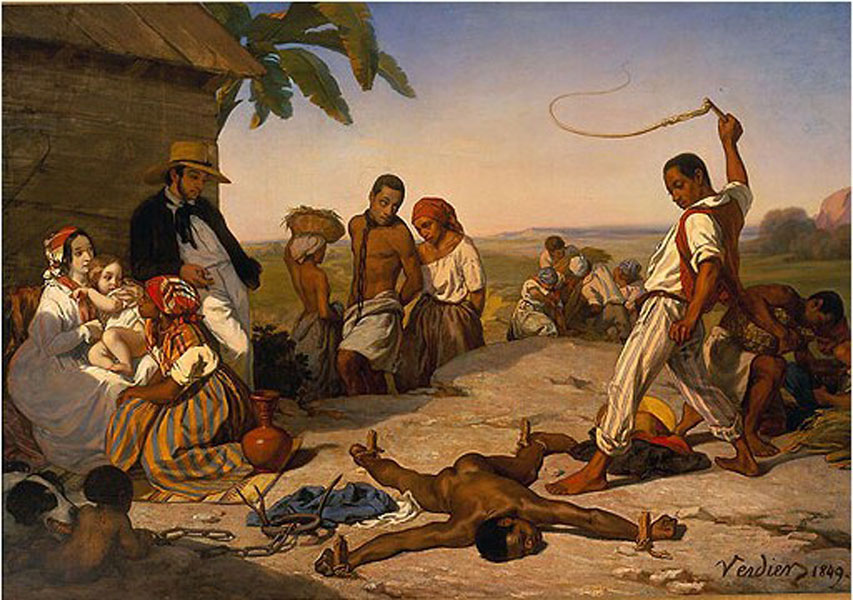
Le châtiment des quatre piquets, scène de sévices corporels infligés à des esclaves dans les colonies, peinture de Marcel Verdier, 1843.

Les coups de fouet à l'encontre des populations réduites en esclavage étaient un moyen de discipline et de domination très utilisé par les esclavagistes. Ainsi Victor Schœlcher, militant abolitionniste français, décrivait en 1842 ce qu'il avait vu de la vie des esclaves sous la menace constante du fouet dans les plantations des Caraïbes assujetties à la France : « Les esclaves travaillent aux champs par brigades de quinze ou vingt sous la surveillance de contremaîtres qui les contiennent avec un énorme fouet toujours agité. Voilà la vie d'esclaves, froide, machinale, abrutissante, vile, monotone, sans passé pour réfléchir, sans avenir pour rêver, n'ayant que le présent toujours armé d'un fouet ignominieux. »
Pour Schœlcher, l'usage du fouet est si caractéristique de l'esclavagiste qu'il résume à lui-seul la logique du régime politique qui en fait usage contre des êtres humains. Dans son ouvrage Des colonies françaises : Abolition immédiate de l'esclavage préfigurant le décret d'abolition de l'esclavage du 27 avril 1848 qu'il contribue à faire adopter, et qui mènera à la libération de près de 250 000 esclaves noirs, il décrit en ces termes l'omniprésence concrète ainsi que la signification emblématique du fouet dans les colonies françaises :
« Le fouet est une partie intégrante du régime colonial, le fouet en est l'agent principal ; le fouet en est l'âme ; le fouet est la cloche des habitations, il annonce le moment du réveil, et celui de la retraite ; il marque l'heure de la tâche ; le fouet encore marque l'heure du repos ; et c'est au son du fouet qui punit les coupables, qu'on rassemble soir et matin le peuple d'une habitation pour la prière ; le jour de la mort est le seul où le nègre goûte l'oubli de la vie sans le réveil du fouet. Le fouet en un mot, est l'expression du travail aux Antilles. Si l'on voulait symboliser les colonies telles qu'elles sont encore, il faudrait mettre en faisceau une canne à sucre avec un fouet de commandeur. »
Les limites fixées aux flagellations depuis le Code noir, n'étaient pas toujours respectées par les propriétaires. De plus, alors que les châtiments corporels sont presque tous abolis en France en 1830, les esclaves, entre autres, ne sont alors pas concernés par cette mesure. Cette inégalité explique en partie le contexte de 1848, qui connaîtra l'abolition de l'esclavage en France, et la suppression de toutes les peines du fouet, y compris d'ailleurs dans les bagnes où la flagellation subsistait aussi. 
Un fouet peut aussi être constitué d'une simple canne, souvent fabriquée à base de rotin (voir à gauche). Les coups de canne étaient beaucoup utilisés en Angleterre, notamment dans les établissements scolaires.

#### Russie
En Russie, depuis la fin du Moyen Âge, le knout existe sous différentes variantes, et sert à flageller les criminels et délinquants politiques.

### Aujourd'hui
Encore aujourd'hui, le fouet est utilisé selon certaines lois islamiques. Par exemple, au Soudan en 2009, plusieurs femmes sont condamnées à être fouettées pour avoir porté un pantalon, car la loi islamique, dans son interprétation traditionaliste locale, interdit le port de vêtements du sexe opposé. En 2017 à Aceh, province d'Indonésie où est appliquée la charia, un couple d'hommes est flagellé en public pour homosexualité. De nos jours, la flagellation est une sanction pénale en Arabie Saoudite et en Iran. Elle est également utilisée pour réprimer différents délits dans plusieurs régions du monde. On peut citer entre autres, le Soudan, l'Indonésie, Singapour, la Malaisie, le sultanat de Brunei, etc.
Des « fustigations », plus bénignes, à l'égard des enfants ou adolescents étaient répandues. Ce type de punition est généralement interdit dans les écoles aujourd'hui, mais subsiste dans quelques régions du monde.

## Dressage

### Conduite des animaux

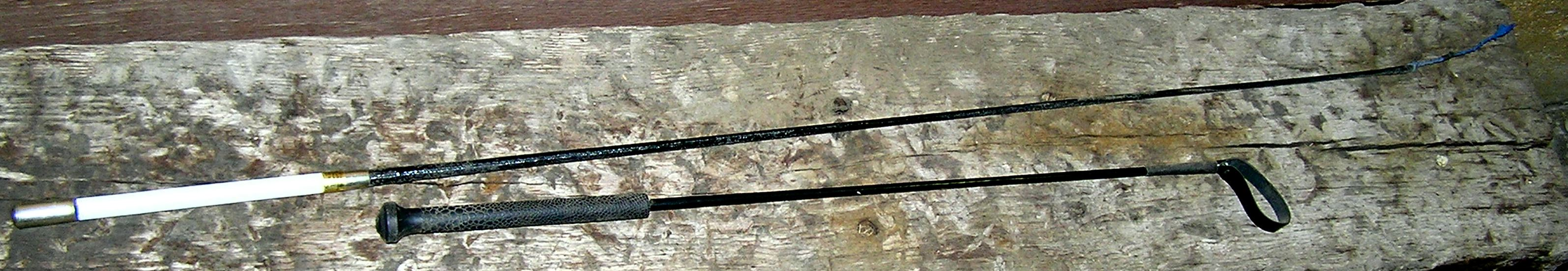
Fouets de dressage.

Dans le cadre du dressage d'animaux domestiques ou sauvages, le fouet sert à se faire respecter de l'animal, et très rarement à le blesser. Son claquement marque les ordres, et rappelle à l'ordre.
Lors des épreuves hippiques et entrainements, le jockey utilise la cravache pendant pour inciter le cheval à accélérer. En sport équestre, la cravache sert à préciser ses demandes au cheval, à se faire respecter et éventuellement à le sanctionner.
À la chasse à courre, dans le chenil de chiens de chasse, ou avec les chiens de traineaux, quand les chiens se battent entre eux, un fouet — selon le cas « fouet de chenil » ou « fouet de chasse » (ce dernier dit aussi « fouet de vènerie ») — est parfois utilisé pour les maitriser.

### Terminologie et techniques anglophones

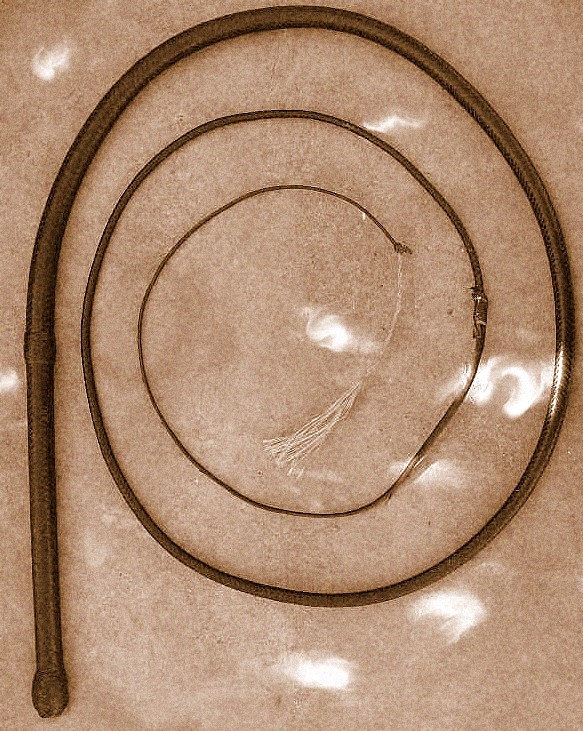
Bullwhip australien.

Aux États-Unis et en Australie, le fouet est une pratique démonstrative dans diverses manifestations autour de l'histoire du cow-boy et de l'aventurier (Indiana Jones).

La pratique du fouet s'y décline via : le whip cracking (pratique démonstrative et sportive, qui dans un enchaînement de mouvements permet de faire claquer le fouet) et le whip target (où le fouetteur doit saisir ou découper des objets).
Il existe trois grandes familles de fouet.
- Le bull whip : fouet pourvu d'un manche court (25 à 40 cm), sans articulation avec le corps.
- Le stock whip : fouet pourvu d'un manche long (40 à 53 cm), d'une articulation entre le manche et le corps du fouet.
- Le snake whip : fouet sans manche, appelé aussi fouet d'alarme.

Les fouets réputés de qualité sont tressés à partir de cuir de kangourou, qui leur procure légèreté, et flexibilité. D'autres sont tressés avec du cuir de vache.

### Descriptions littéraires
Victor Hugo a ainsi décrit comment les cochers utilisaient leur fouet :
- en 1839 : « Jean est le factotum de la diligence de Dijon à Châtillon-sur-Seine, qu'on prend Rue du Château, à « La Clef de France ». Jean cumule ; il est tout à la fois cocher, postillon et conducteur…

Il pousse son attelage, il parle, il jure, il improvise…
Jean fouette ses chevaux. Jean donne, l'un dans l'autre, dix coups de fouet par minute, ce qui fait six cents coups de fouet par heure, à répartir entre trois chevaux. Les chevaux trottent trois heures d'un relais à l'autre et reçoivent ainsi chacun six cents coups de fouet. Ils servent deux fois dans la journée, ce qui leur fait une ration de douze cents coups de fouet par jour. Jean met quinze heures pour aller de Dijon à Châtillon ; une heure pour le déjeuner, une heure pour les stations, Jean fouette treize heures durant et distribue royalement sept mille huit cents coups de fouet depuis Dijon jusqu'à Châtillon. Le lendemain, il recommence. Ajoutez les jurons, les imprécations, les « hu ho », les « dia hu », et voyez ce que peut devenir le cerveau de Jean. Ce n'est plus une créature humaine, c'est un manche de fouet vivant.
Jean ne rencontre pas un charretier sans lui témoigner une cordialité bienveillante qui se manifeste par un violent coup de fouet magistralement appliqué sur un des chevaux de la charrette. Il fait ainsi cadeau d'un coup de fouet à chaque roulier qui passe. Le cheval piaffe, l'homme salue, le coup est toujours bien reçu ; c'est une intention généralement appréciée. Quelquefois le roulier réplique à l'instant même par une sanglée en sous-verge à tour de bras au timonier de Jean ; quelquefois il se contente de remercier Jean par un sourire aimable. »
- en 1840 : « J'ai un cocher remarquable. Son fouet n'est pour lui qu'un ornement. Il mène son cheval en lui montrant le poing, en lui faisant des grimaces et en lui tirant la langue. Le cheval comprend, et va »[19].

## Symbolique

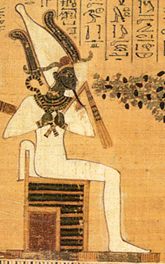
Représentation du dieu égyptien Osiris, portant le fouet nekhekh et la crosse héqa croisés sur sa poitrine.

### En Égypte antique
Dans l'Antiquité égyptienne, un fouet symbolique, le nekhekh, faisait partie des regalia du pharaon. Évocateur de son usage à l'encontre du bétail et des bêtes de somme dressées dans le cadre agricole, il symbolisait simultanément les valeurs de fertilité et de domination sur la terre et le peuple d'Égypte. Le souverain était ainsi souvent représenté avec le nekhekh et le héqa, sorte de crosse pastorale elle aussi symbolique, croisés sur la poitrine, à l'instar des représentations traditionnelles du dieu de la mort et de la renaissance Osiris, dont la monarchie égyptienne empruntait les attributs.

### Dans le folklore européen
Le fouet ou le martinet est l'un des attributs traditionnels du personnage folklorique du Père Fouettard et de ses divers avatars européens (Hans Trapp, Père la Pouque, Knecht Ruprecht, Pierre le Noir, Zwarte Piet etc.), pendants maléfiques des figures bienveillantes de Saint Nicolas ou du Père Noël. Alors que ces derniers sont censés, au mois de décembre, récompenser par des cadeaux ou des friandises les enfants sages et obéissants, le Père Fouettard assume la fonction contraire de punir les enfants vus comme coupables et rebelles, notamment par des châtiments corporels tels que la flagellation. Prédire aux enfants la morsure du fouet de ce personnage imaginaire est ainsi pour les adultes qui en ont la charge un moyen culturellement accepté et enraciné à travers l'Europe d'obtenir leur obéissance par le conditionnement à la menace et à la peur de la violence.

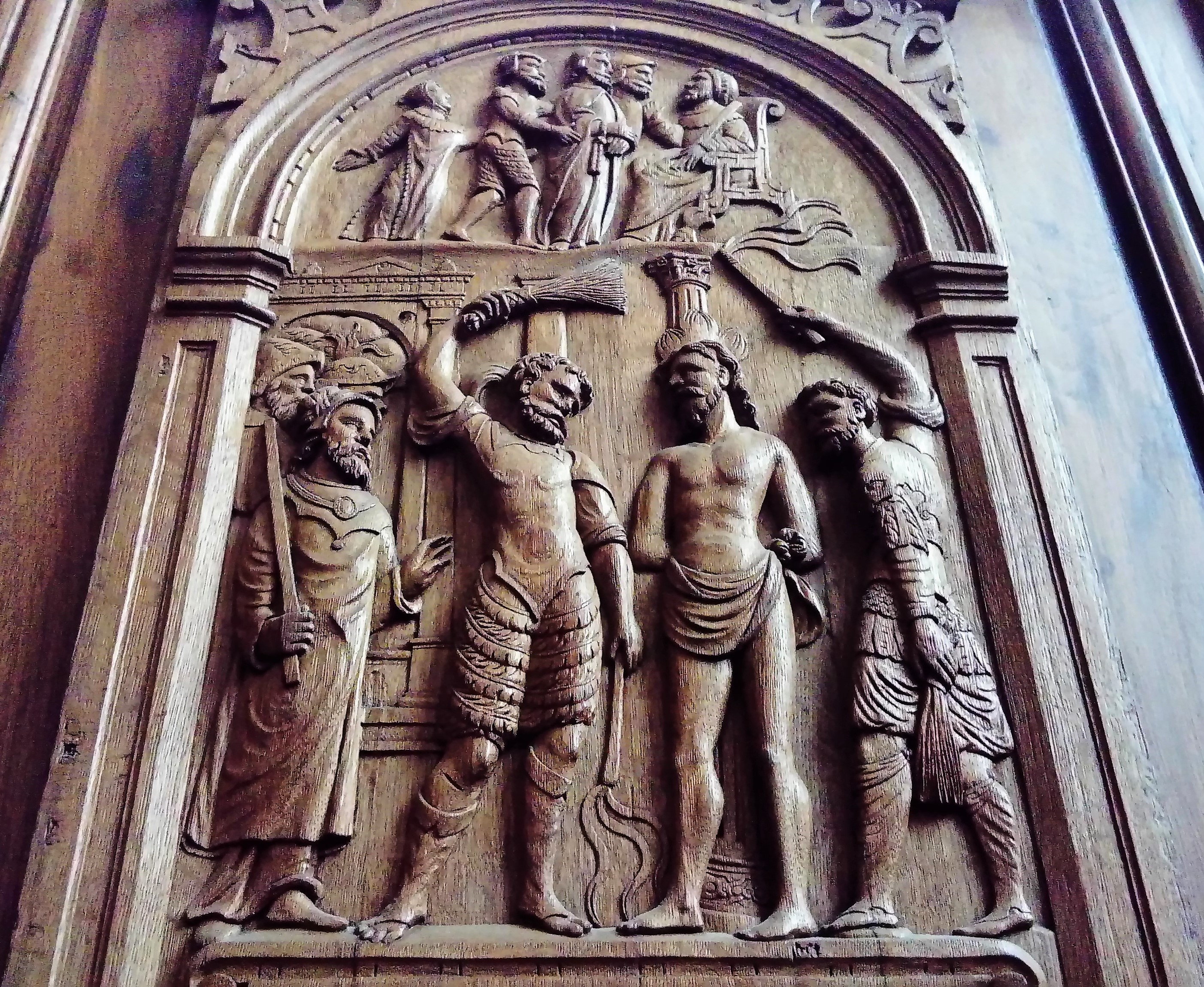
Flagellation de Jésus, avec des verges et un fouet, dans une boiserie de la cathédrale Saint-Julien du Mans.

### Dans la Bible
La flagellation est un des supplices infligés à Jésus dans l'épisode de la Passion du Christ, situé entre le couronnement d'épines et la montée au Golgotha. Selon les traductions du Nouveau Testament, c'est avec des verges qu'il est fustigé, ou bien fouetté avec un flagellum ou un flagrum, instruments de châtiments corporels en usage dans le système judiciaire de la Rome antique. C'est ainsi que le fouet figure parmi les Arma Christi, les armes du Christ, parmi les différents instruments de la Passion. Les représentations de cette scène de flagellation sont communes dans les cultures chrétiennes, notamment dans les églises, variant de popularité selon les époques, et peuvent intégrer les deux types d'armes simultanément. Selon les croyances chrétiennes, le fouet est donc un instrument d'expiation, puisque la torture qu'il inflige est l'une des multiples façons dont le Christ a expié tous les péchés du monde pour sa rédemption.

### Dans les Alpes
Dans l'arc Alpin, en particulier en Suisse et en Autriche une tradition consiste à faire bruyamment claquer de longs fouets en cadence pour chasser l'hiver et/ou les mauvais esprits. En Suisse, cette tradition est dénommée Geisslenchlöpfer et est parfois associée à la présence de sonneurs de cloches.

### Dans la pop culture
Le fouet y apparait occasionnellement : dans des cartoons, émissions de télévision, et jeux vidéo (tels que Castlevania) et certains films dont, par exemple, Zorro, Indiana Jones et Catwoman. Souvent son usage est dramatique voire très exagéré, montrant par exemple le héros aisément désarmer un criminel avec son fouet. Dans la série de jeux video Ace attorney, Franziska von Karma ponctue régulièrement ses répliques à coups de fouet, ce qui intimide l'avocat de la défense et le juge.

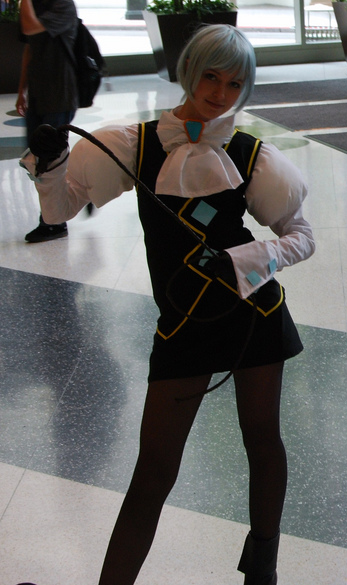
Cosplay de Franziska von Karma avec son fouet.
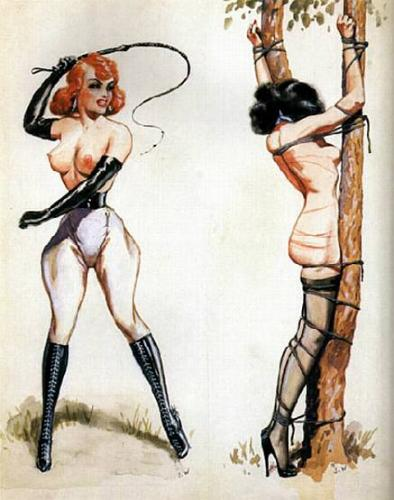
Illustration d'une activité BDSM.

## Usages sexuels sadiques
C'est l'un des jouets sexuels du sadomasochisme (souvent sous forme de cravache), souvent utilisé dans la discipline et dans d'éventuels jeux de rôle sexuels durant lesquels un châtiment ou une humiliation corporelle peut être infligée au soumis. Une flagellation plus ou moins vive peut y être infligée.